# Puchar Niemiec w piłce nożnej (1987/1988)
Puchar Niemiec w piłce nożnej mężczyzn 1987/1988 – 45. edycja rozgrywek mających na celu wyłonienie zdobywcy Pucharu Niemiec, który uzyskał tym samym prawo gry w kwalifikacjach Pucharze Zdobywców Pucharów (1988/1989). Tym razem trofeum wywalczył Eintracht Frankfurt. Finał został rozegrany na Stadionie Olimpijskim w Berlinie.

## Plan rozgrywek
Rozgrywki szczebla centralnego składały się z 6 części:
- Runda 1: 28 sierpnia–13 października 1987
- Runda 2: 23 października–21 listopada 1987
- Runda 3: 24 listopada 1987–14 lutego 1988
- Ćwierćfinał: 8–9 marca 1988
- Półfinał: 12–13 kwietnia 1988
- Finał: 28 maja 1988 na Stadion Olimpijski w Berlinie

## Pierwsza runda
Mecze rozegrano od 28 sierpnia do 13 października 1987 roku.
| Drużyna 1                | Wynik      | Drużyna 2            |
| ------------------------ | ---------- | -------------------- |
| Südwest Ludwigshafen     | 1:6        | Fortuna Köln         |
| FC St. Pauli             | 0:3 (dog.) | Blau-Weiss Berlin    |
| FC Pforzheim             | 3:2        | 1. FC Saarbrücken    |
| VfB Oldenburg            | 0:0 (dog.) | VfL Bochum           |
| TSV Verden               | 0:4        | Bayer Uerdingen      |
| Eintracht Frankfurt      | 3:2        | Werder Brema         |
| VfL Wolfsburg            | 3:0        | FC Schalke 04        |
| 1. FC Kaiserslautern     | 3:1 (dog.) | Waldhof Mannheim     |
| Hamburger SV             | 3:0        | FC Homburg           |
| Borussia Mönchengladbach | 2:1 (dog.) | Bayer 04 Leverkusen  |
| 1. FC Köln               | 3:0        | VfB Stuttgart        |
| Rot-Weiss Essen          | 1:3        | Bayern Monachium     |
| VfR Aachen-Forst         | 0:5        | Karlsruher SC        |
| Offenburger FV           | 3:3 (dog.) | Borussia Dortmund    |
| SV Heidingsfeld          | 2:2        | Bayer Uerdingen      |
| Arminia Bielefeld        | 1:4 (dog.) | SC Freiburg          |
| TuS Paderborn-Neuhaus    | 0:5        | Stuttgarter Kickers  |
| RSV Würges               | 0:3        | Fortuna Düsseldorf   |
| TSV Vestenbergsgreuth    | 0:4        | SV Darmstadt 98      |
| SV St. Ingbert           | 0:2        | Union Solingen       |
| Viktoria Aschaffenburg   | 4:0        | SG Wattenscheid 09   |
| VfR Aalen                | 1:2        | Alemannia Aachen     |
| KSV Baunatal             | 1:1 (dog.) | SSV Ulm 1846         |
| VfL Hamm/Sieg            | 2:7        | Hessen Kassel        |
| VfB Dillingen            | 0:1        | TSG Giengen          |
| FSV Salmrohr             | 2:0        | VfL Osnabrück        |
| Werder Brema (amatorzy)  | 5:1        | MTV Ingolstadt       |
| Eintracht Brunszwik      | 2:3        | 1. FC Nürnberg       |
| Preußen Münster          | 1:1 (dog.) | Rot-Weiss Oberhausen |
| Viktoria Köln            | 1:3        | Hertha BSC           |
| VfB Lübeck               | 1:2        | Schwarz-Weiss Essen  |
| Concordia Hamburg        | 3:0 (dog.) | SpVgg Erkenschwick   |

### Mecze powtórzone
| Drużyna 1            | Wynik | Drużyna 2       |
| -------------------- | ----- | --------------- |
| SSV Ulm 1846         | 2:1   | KSV Baunatal    |
| Borussia Dortmund    | 5:0   | Offenburger FV  |
| Rot-Weiss Oberhausen | 0:2   | Preußen Münster |
| VfL Bochum           | 4:1   | VfB Oldenburg   |

## Druga runda
Mecze rozegrano od 23 października do 21 listopada 1987 roku.
| Drużyna 1                | Wynik      | Drużyna 2           |
| ------------------------ | ---------- | ------------------- |
| 1. FC Kaiserslautern     | 4:3        | Blau:Weiss Berlin   |
| Werder Brema (amatorzy)  | 1:3        | Hamburger SV        |
| Preußen Münster          | 2:2 (dog.) | Alemannia Aachen    |
| TSG Giengen              | 1:2 (dog.) | VfL Bochum          |
| FSV Salmrohr             | 0:1 (dog.) | Borussia Dortmund   |
| Viktoria Aschaffenburg   | 1:0        | 1. FC Köln          |
| Hertha BSC               | 1:2        | Bayer Uerdingen     |
| Hessen Kassel            | 3:1        | Stuttgarter Kickers |
| FC Pforzheim             | 2:0        | Concordia Hamburg   |
| Karlsruher SC            | 1:1 (dog.) | 1. FC Nürnberg      |
| Eintracht Frankfurt      | 3:0        | SSV Ulm 1846        |
| Fortuna Köln             | 1:0        | SC Freiburg         |
| SG Union Solingen        | 1:2        | Fortuna Düsseldorf  |
| Schwarz-Weiss Essen      | 1:0        | SV Darmstadt 98     |
| Borussia Mönchengladbach | 2:2 (dog.) | Bayern Monachium    |
| VfL Wolfsburg            | 4:5 (dog.) | Werder Brema        |

### Mecze powtórzone
| Drużyna 1        | Wynik      | Drużyna 2                |
| ---------------- | ---------- | ------------------------ |
| 1. FC Nürnberg   | 2:1        | Karlsruher SC            |
| Alemannia Aachen | 0:1        | Preußen Münster          |
| Bayern Monachium | 3:2 (dog.) | Borussia Mönchengladbach |

## Trzecia runda
Mecze rozegrano od 24 listopada 1987 roku do 13 lutego 1988 roku.
| Drużyna 1            | Wynik      | Drużyna 2              |
| -------------------- | ---------- | ---------------------- |
| Fortuna Düsseldorf   | 0:1        | Eintracht Frankfurt    |
| Preußen Münster      | 2:3        | Fortuna Köln           |
| FC Pforzheim         | 1:1 (dog.) | Werder Brema           |
| Hessen Kassel        | 0:1        | Viktoria Aschaffenburg |
| 1. FC Kaiserslautern | 1:2        | Hamburger SV           |
| Bayer Uerdingen      | 3:3 (dog.) | Borussia Dortmund      |
| Schwarz-Weiss Essen  | 0:1        | VfL Bochum             |
| Bayern Monachium     | 3:1 (dog.) | 1. FC Nürnberg         |

### Mecze powtórzone
| Drużyna 1         | Wynik | Drużyna 2       |
| ----------------- | ----- | --------------- |
| Borussia Dortmund | 1:2   | Bayer Uerdingen |
| Werder Brema      | 3:1   | FC Pforzheim    |

## Ćwierćfinały
Mecze rozegrano 8 i 9 marca 1988 roku.
| Drużyna 1              | Wynik | Drużyna 2        |
| ---------------------- | ----- | ---------------- |
| Eintracht Frankfurt    | 4:2   | Bayer Uerdingen  |
| Hamburger SV           | 2:1   | Bayern Monachium |
| Viktoria Aschaffenburg | 1:3   | Werder Brema     |
| VfL Bochum             | 4:1   | Fortuna Köln     |

## Półfinały
Mecze rozegrano 12 i 13 kwietnia 1988 roku.
| Drużyna 1    | Wynik | Drużyna 2           |
| ------------ | ----- | ------------------- |
| VfL Bochum   | 2:0   | Hamburger SV        |
| Werder Brema | 0:1   | Eintracht Frankfurt |

## Finał
| 28 maja 1988 | Eintracht Frankfurt · Détári 81' | 1:00:0Raport | VfL Bochum | Stadion Olimpijski, Berlin Widzów: 76 000 Sędzia: Wilfried Heitmann (Drentwede) |
|              |                                  |              |            |                                                                                 |

| EINTRACHT FRANKFURT: |    |                       |              |     |
|                      |    |                       |              |     |
| BR                   | 1  | Uli Stein             |              |     |
| OB                   | 2  | Dieter Schlindwein    |              |     |
| OB                   | 4  | Manfred Binz          |              |     |
| OB                   | 3  | Karl-Heinz Körbel (C) |              |     |
| OB                   | 6  | Michael Kostner       | Żółta kartka | 71' |
| PO                   | 5  | Ralf Sievers          | Żółta kartka |     |
| PO                   | 7  | Frank Schulz          |              |     |
| PO                   | 10 | Lajos Détári          |              |     |
| PO                   | 8  | Dietmar Roth          |              |     |
| NA                   | 9  | Holger Friz           |              | 78' |
| NA                   | 11 | Włodzimierz Smolarek  |              |     |
| Zmiany:              |    |                       |              |     |
| OB                   |    | Thomas Klepper        |              | 71' |
| NA                   |    | Janusz Turowski       |              | 78' |
| Trener:              |    |                       |              |     |
| Karl-Heinz Feldkamp  |    |                       |              |     |

| VFL BOCHUM:     |    |                   |              |     |
|                 |    |                   |              |     |
| BR              | 1  | Ralf Zumdick      |              |     |
| OB              | 4  | Lothar Woelk (C)  |              |     |
| OB              | 5  | Walter Oswald     |              |     |
| OB              | 3  | Martin Kree       | Żółta kartka |     |
| PO              | 11 | Michael Rzehaczek |              |     |
| PO              | 2  | Frank Heinemann   |              |     |
| PO              | 7  | Andrzej Iwan      |              |     |
| PO              | 6  | Rob Reekers       |              |     |
| PO              | 8  | Thorsten Legat    | Żółta kartka |     |
| PO              | 10 | Josef Nehl        |              | 66' |
| NA              | 9  | Uwe Leifeld       |              |     |
| Zmiany:         |    |                   |              |     |
| NA              |    | Thomas Epp        |              | 66' |
|                 |    |                   |              |     |
| Trener:         |    |                   |              |     |
| Hermann Gerland |    |                   |              |     |

| Puchar Niemiec w piłce nożnej 1987–1988 Zwycięzcy |
| ------------------------------------------------- |
| Eintracht Frankfurt 4. Tytuł                      |